# Гуревич, Григорий Борисович
Григорий Борисович Гуревич (1898 — 1980) — советский математик, доктор физико-математических наук (1937), профессор (1934)..

## Биография
С 1915 по 1918 учился на физико-математическом факультете Петроградского университета. С 1920 до 1921 заканчивал математический факультет Саратовского университета. С 1925 до 1929 аспирант кафедры дифференциальной геометрии Московского университета. 
В 1920-е преподавал на рабфаке, с 1922 до 1941 в Московском институте инженеров транспорта, с 1937 до 1943 - в Московском индустриально-педагогическом институте имени К. Либкнехта на кафедре геометрии, с 1943 до 1950 в Московском механическом институте боеприпасов Народного комиссариата боеприпасов. Участвовал в Великой Отечественной войне в составе Народного ополчения. С 1950 до 1956 заведующий кафедрой высшей математики Тульского механического института. 
С 1956 до 1975 профессор кафедры геометрии математического факультета МГПИ имени В. И. Ленина, вёл курсы аналитической, дифференциальной, проективной геометрии, а также основания геометрии, семинары «Геометрические построения на плоскости» и «Методы изображений», в течение ряда лет руководил семинаром для аспирантов «Алгебраическая геометрия». С 1927 по 1953 участвовал в организации и управлении семинаром В. Ф. Кагана по векторному и тензорному анализу в качестве учёного секретаря. Благодаря ему выпущено 20 выпусков трудов данного семинара (1933 — 1981). В 1960-е проводил консультации и выступал с докладами на кафедре методики преподавания математики, являлся членом ВАК.

## Семья
- Дочь — Нора Григорьевна Миндюк (12 марта 1933 — май 2016), советский и российский математик, методист.[4]

## Публикации
- Измерение площадей многоугольников в евклидовой геометрии. М., 1961.
- Вопросы дифференциальной и неевклидовой геометрии. Сборник статей. М., 1965.[5]
- Аффинная геометрия плоскости в аксиоматическом изложении. М., 1971.
- Геометрия. 2 ч., в соавт. М., 1978.